# Valea Bălcească
Valea Bălcească – wieś w Rumunii, w okręgu Vâlcea, w gminie Nicolae Bălcescu. W 2011 roku liczyła 320 mieszkańców.